# Communes du canton de Zoug

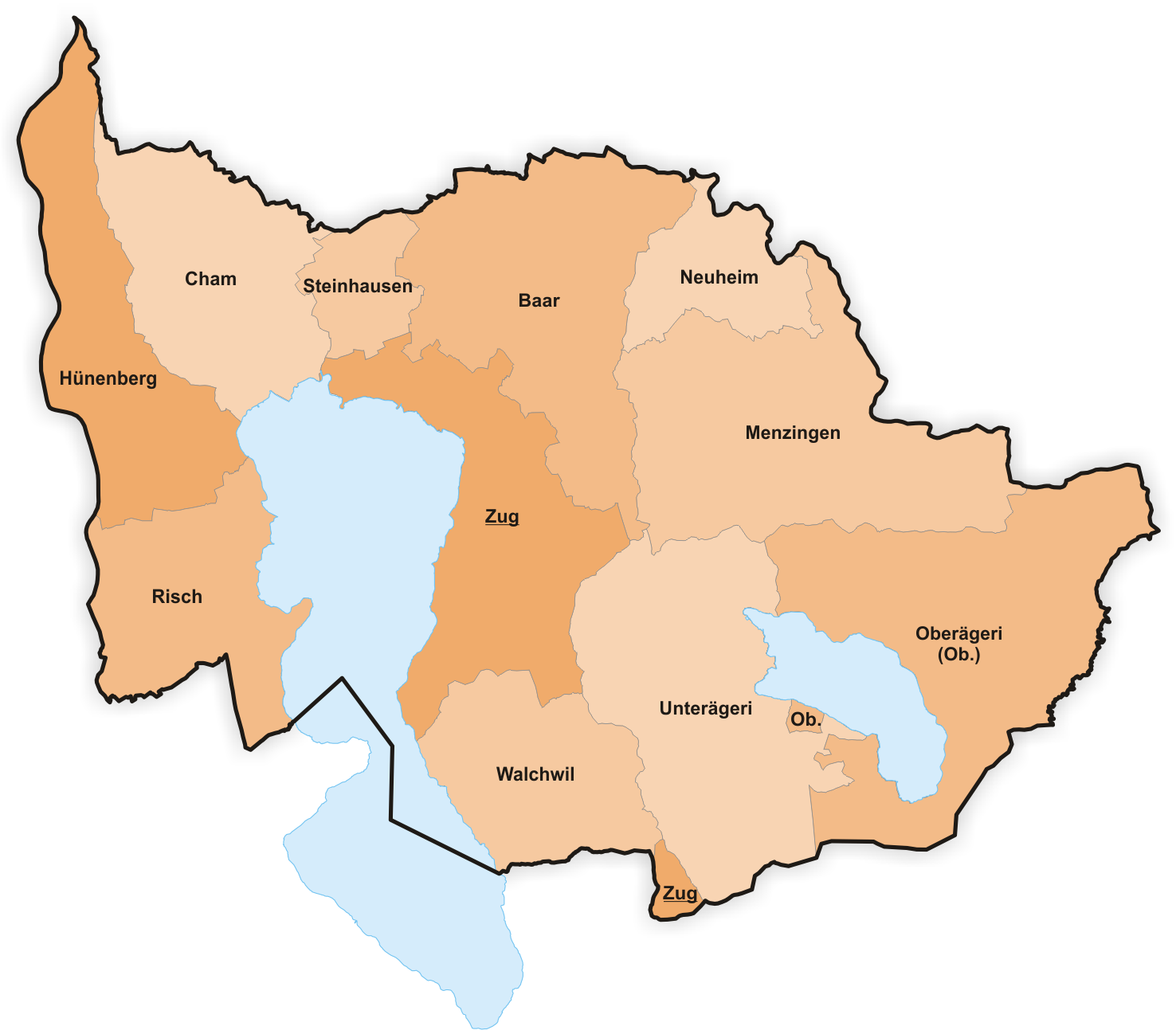
Carte du canton de Zoug présentant sa division en communes en 2011.

Cet article présente une liste des communes du canton de Zoug.

## Liste
En 2008, le canton de Zoug compte 11 communes ; contrairement à d'autres cantons, ces communes ne font partie d'aucun district. Le canton s'étend également sur les lacs d'Ägeri et partiellement sur celui de Zoug, sans que ces deux zones ne fassent partie d'aucune commune ; La superficie cantonale incluant ces parts de lacs, ceux-ci sont compris dans la liste ci-dessous.
| Nom                   | N° OFS | Population (décembre 2022) | Superficie (km2) | Densité (hab./km2) |
| --------------------- | ------ | -------------------------- | ---------------- | ------------------ |
| Baar                  | 1701   | +024 996,                  | +0024,83         | 1007               |
| Cham                  | 1702   | +017 643,                  | +0017,71         | 996                |
| Hünenberg             | 1703   | +008 948,                  | +0018,45         | 485                |
| Menzingen             | 1704   | +004 615,                  | +0027,5          | 168                |
| Neuheim               | 1705   | +002 340,                  | +0007,92         | 295                |
| Oberägeri             | 1706   | +006 415,                  | +0030,03         | 214                |
| Risch-Rotkreuz        | 1707   | +011 253,                  | +0014,86         | 757                |
| Steinhausen           | 1708   | +010 308,                  | +0005,05         | 2041               |
| Unterägeri            | 1709   | +009 243,                  | +0025,59         | 361                |
| Walchwil              | 1710   | +003 934,                  | +0013,55         | 290                |
| Zoug                  | 1711   | +031 469,                  | +0021,61         | 1456               |
| Partie du lac de Zoug | 9178   | +00 0000,                  | +0024,33         | 0                  |
| Lac d'Ägeri           | 9270   | +00 0000,                  | +0007,26         | 0                  |
| Total                 | Total  | +131 164,                  | +0238,69         | 550                |